# Río Layou
Río Layou es el mayor río en la pequeña isla y nación de Dominica. Se eleva en el interior de la región montañosa país, fluyendo hacia el oeste para llegar al Mar Caribe en la costa central occidental del país, muy cerca de la ciudad de San José (St. Joseph) y recorriendo la parroquia del mismo nombre.